# Старі Богородчани
Старі Богородча́ни — село в Україні, центр Старобогородчанської сільської територіальної громади Івано-Франківського району Івано-Франківської області.
Відстань до Богородчан 3 км, відстань до обласного центру 24 кілометри.

## Назва
Легенда, що передається з покоління в покоління, розповідає: Богородиця врятувала від загибелі двох маленьких діток. Їхній батько — багатий дідич — на знак вдячності небесній заступниці заклав на лівому березі річки Бистриці поселення, назвавши його Богородчанами. Коли після повені на правому березі почало виростати інше поселення з такою ж назвою, то цьому, давнішому, дали назву Старі Богородчани, яка зберігається й досі.

## Географія
У селі потік Росенський впадає у річку Саджавку.

## Історія
Перша письмова згадка про село належить до 1441 року.
1505 року король Польщі Олександр Ягеллончик передав село Богородчани шляхтичу Яну Каменецькому[джерело?].
Після окупації Західноукраїнської Народної Республіки поляками в 1919 році в селі був осередок ґміни Старі Богородчани та постерунку поліції.
24 грудня 1945 р. повстанці куреня «Підкарпатський» (командир Павло Вацик «Прут») розбили гарнізон внутрішніх військ і станицю «стрибків» у селі.
25 листопада 1963 р. постановою облвиконкому № 735 до Старих Богородчан приєднано сусіднє село Заріччя.
У Старих Богородчанах працюють лікарська амбулаторія загальної практики та сімейної медицини, дошкільний навчальний заклад «Джерельце», загальноосвітня школа І-ІІІ ступенів, сільська бібліотека.
У міжвоєнний період діяла 5-класова утраквістична школа.

## Економіка
У селі функціонує молокозавод, міні-пекарня, три пилорами, цех із випалювання будівельних блоків та бетонної огорожі, цехи із виготовлення дерев'яних конструкцій, ремонтні майстерні, сонячна електростанція.
Зі сфери обслуговування у селі працюють перукарня, 16 магазинів, 3 кафе, 2 аптеки.

## Пам'ятки
У селі є дерев'яна церква Різдва Пресвятої Богородиці (пам'ятка архітектури місцевого значення № 632), зведена 1863 року. На присілку Заріччя є дерев'яна церква Воскресіння Христового (пам'ятка архітектури місцевого значення № 630), споруджена 1926 р. Над Бистрицею збереглася дерев'яна церква Святого Юрія (пам'ятка архітектури місцевого значення № 629), поставлена у 1923 році.

## Відомі люди
Народилися
- Віктор Старожинський (1740—1808) — український церковний діяч, священник-василіянин, протоігумен, архимандрит Жовківського монастиря.
- Михайло Зарічний (*1958) — український учений-математик, декан механіко-математичного факультету Львівського університету.
- Ярослав Гарасим (*1973) — український фольклорист, проректор із науково-педагогічної роботи ЛНУ ім. І. Франка (з 2015 року).

Померли
- Олексій Заклинський (1819—1891) — священник УГКЦ, поет та композитор, посол Галицького крайового сейму та австрійського парламенту. Автор мемуарів «Записки пароха Старих Богородчан»[8]

Працювали
- Олекса Барабаш — війт села, посол до Галицького сейму 6-го скликання[9].
- Богдан Мостиський — військовий діяч, командир сотні УПА «Месники».

## Фотогалерея

Світлини
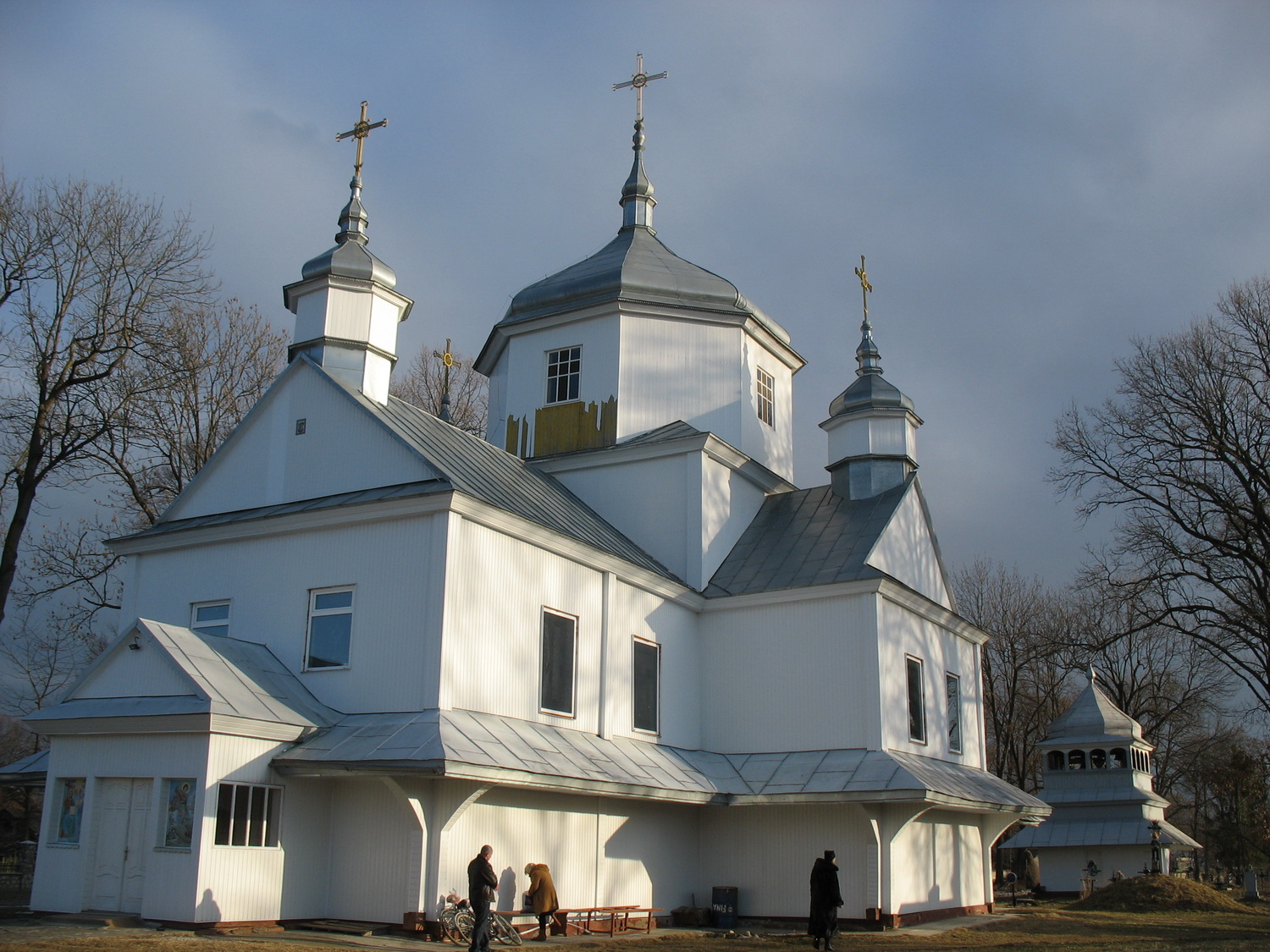
Церква святого Юрія
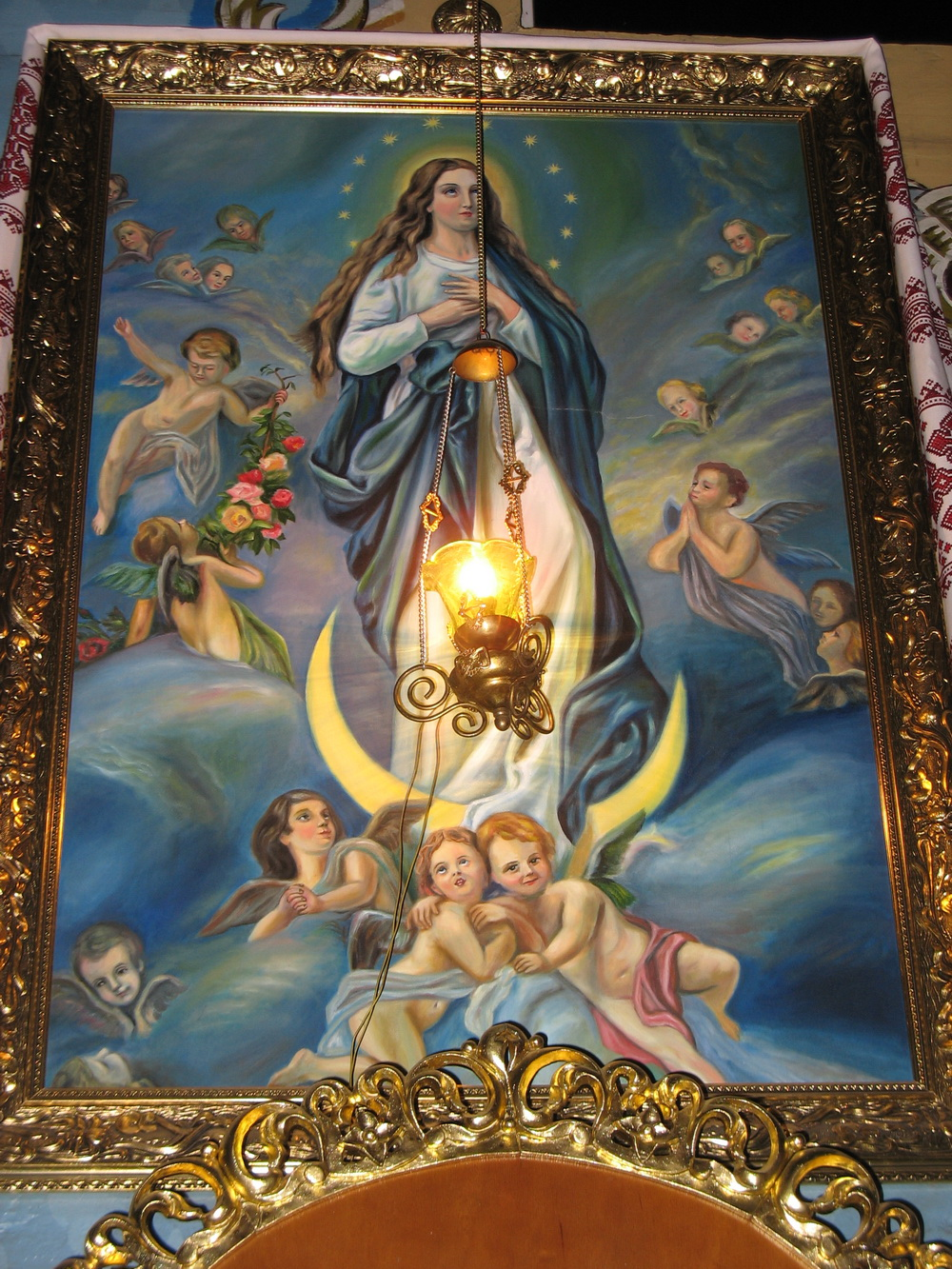
Ікона Діви Марії
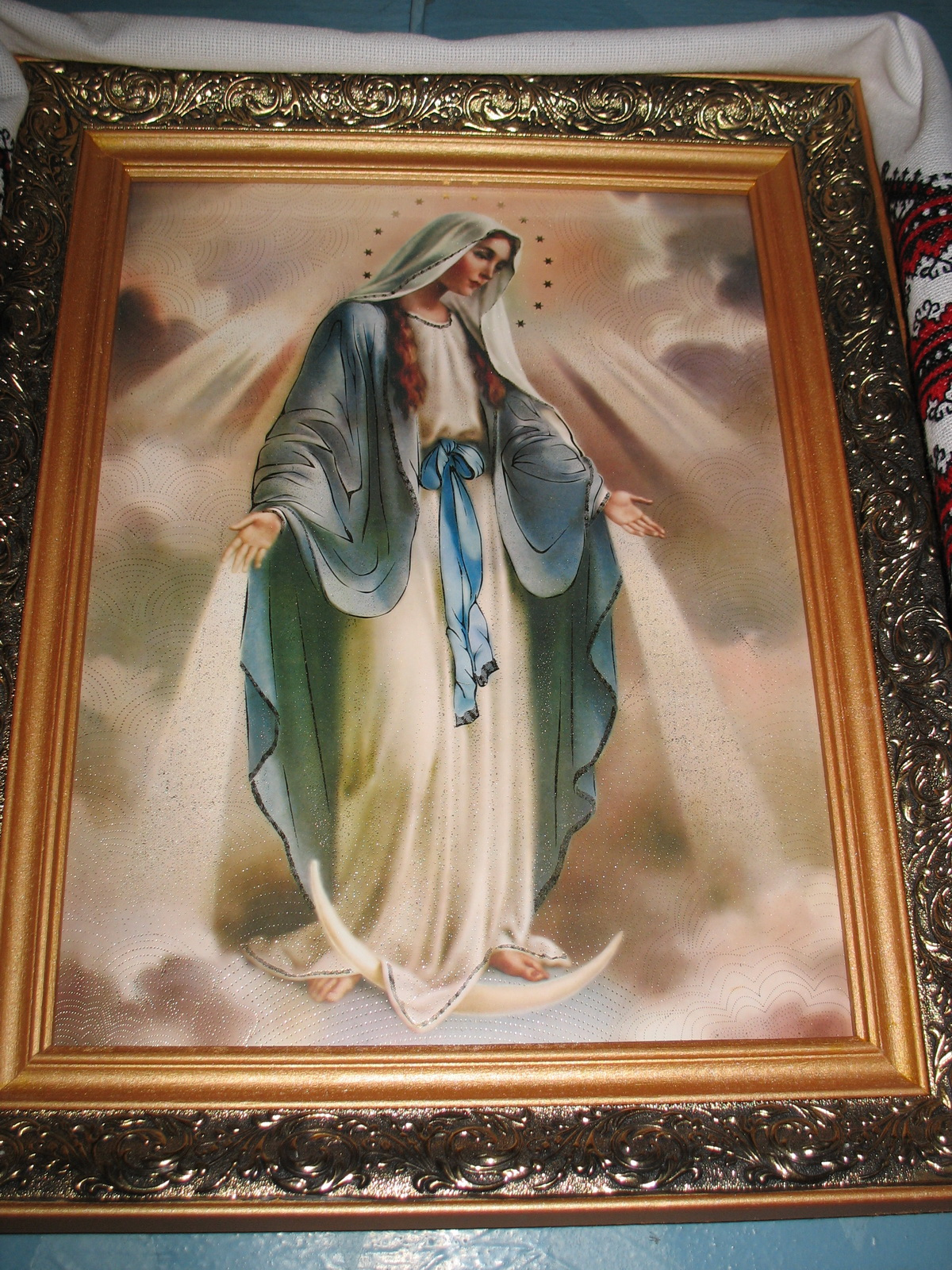
Ікона Діви Марії
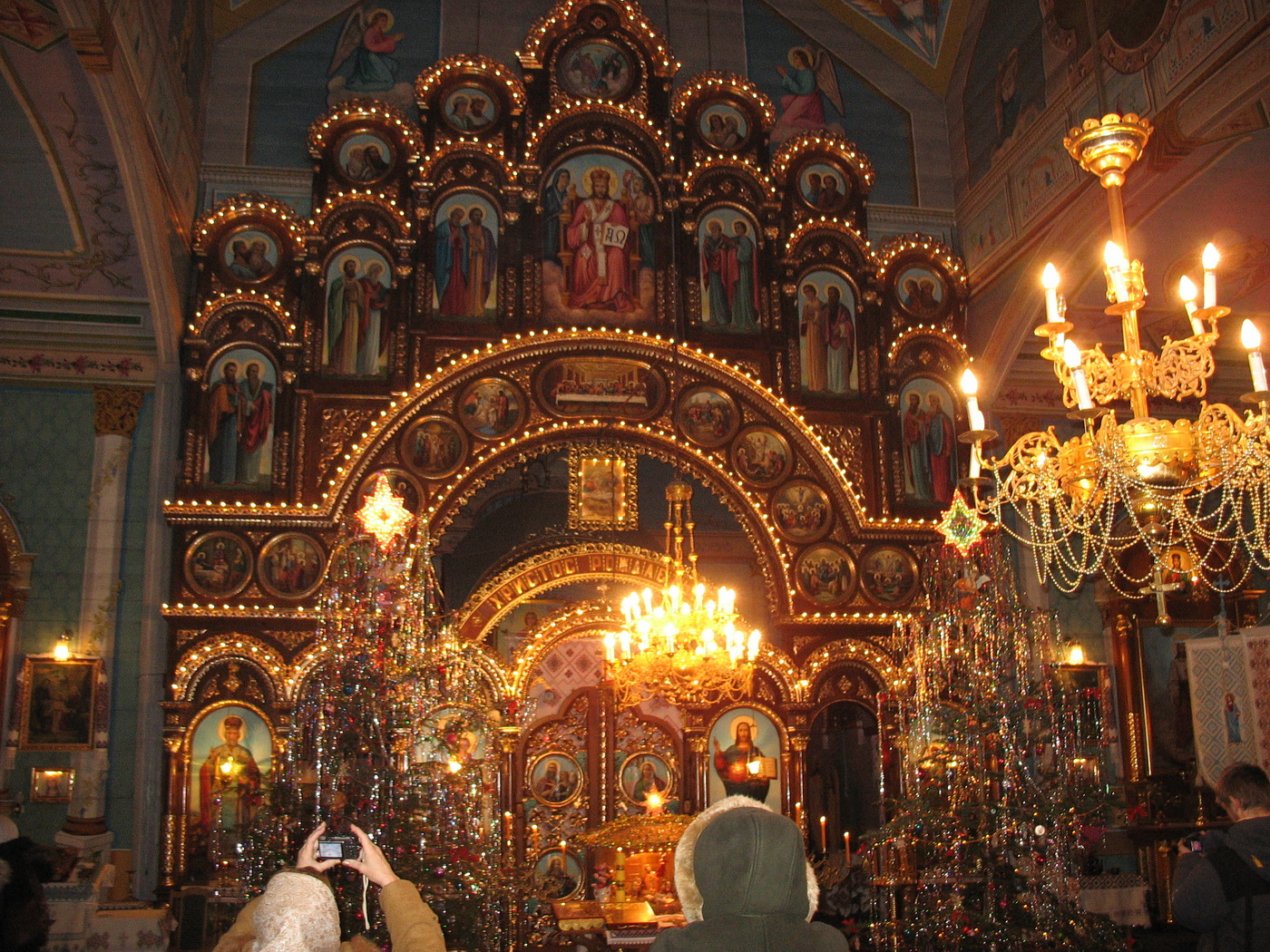
Іконостас церкви святого Юрія
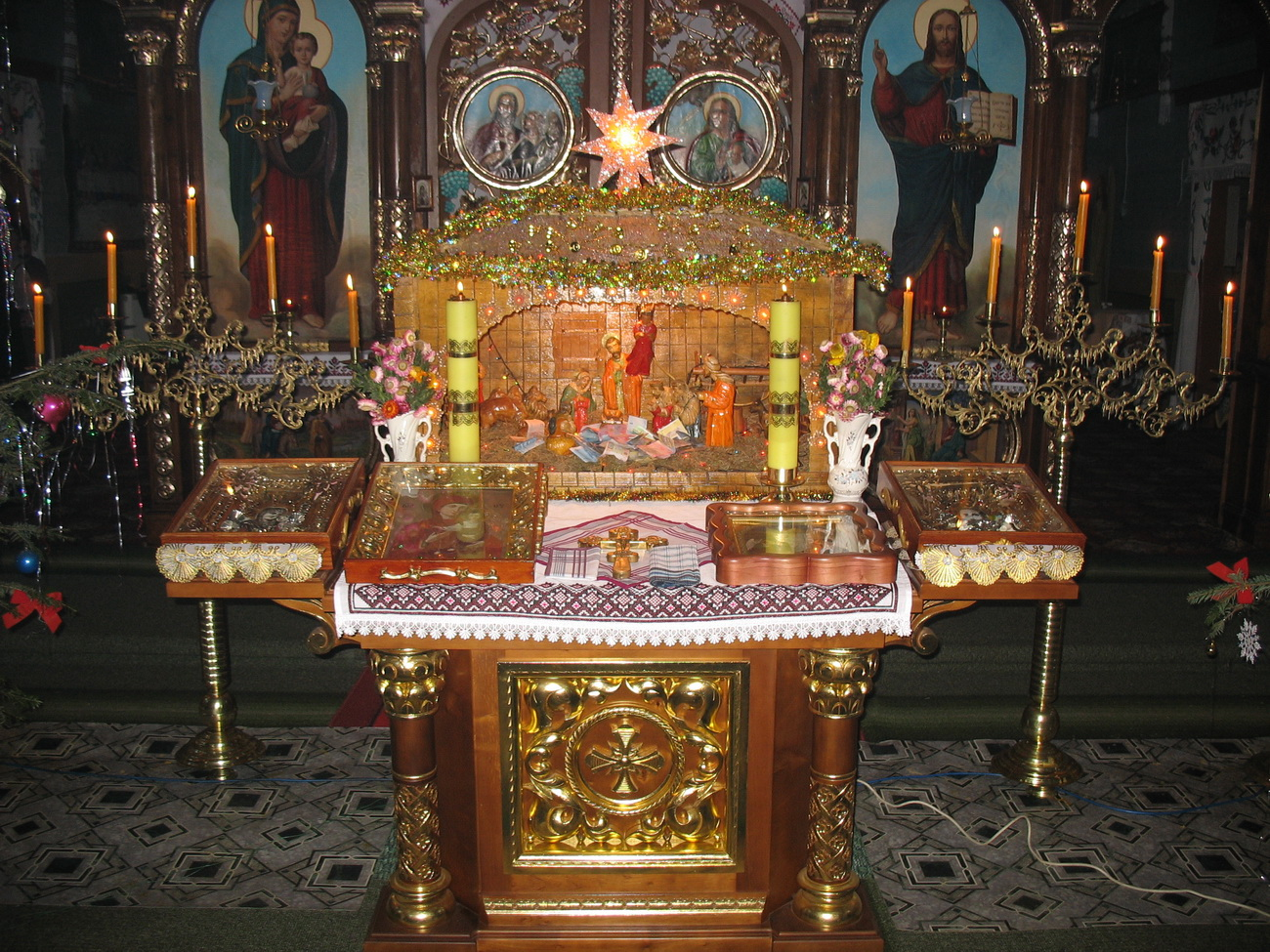
Різдвяний вертеп у церкві святого Юрія